# Broumovská skupina kostelů
Broumovská skupina je souhrnný název pro barokní kostely v okolí města Broumova ve východních Čechách. Jedná se o unikátní soubor barokní sakrální architektury. Vznikl v období, kdy byl opatem broumovského kláštera Otmar Zinke (v letech 1700–1738), který celou výstavbu inicioval. Architekty tohoto ojedinělého souboru byli významní stavitelé českého baroka Kryštof a Kilián Ignác Dientzenhoferové (jedinou výjimkou je starší kostel sv. Martina v Martínkovicích).
V lednu 2022 vláda České republiky rozhodla o prohlášení broumovské skupiny kostelů (celkem 11 objektů) národní kulturní památkou s účinností od července 2022. V návaznosti na to usiluje broumovský farář Martin Lanži společně s poslancem Evropského parlamentu Tomášem Zdechovským o umístění těchto sakrálních staveb na seznam UNESCO.

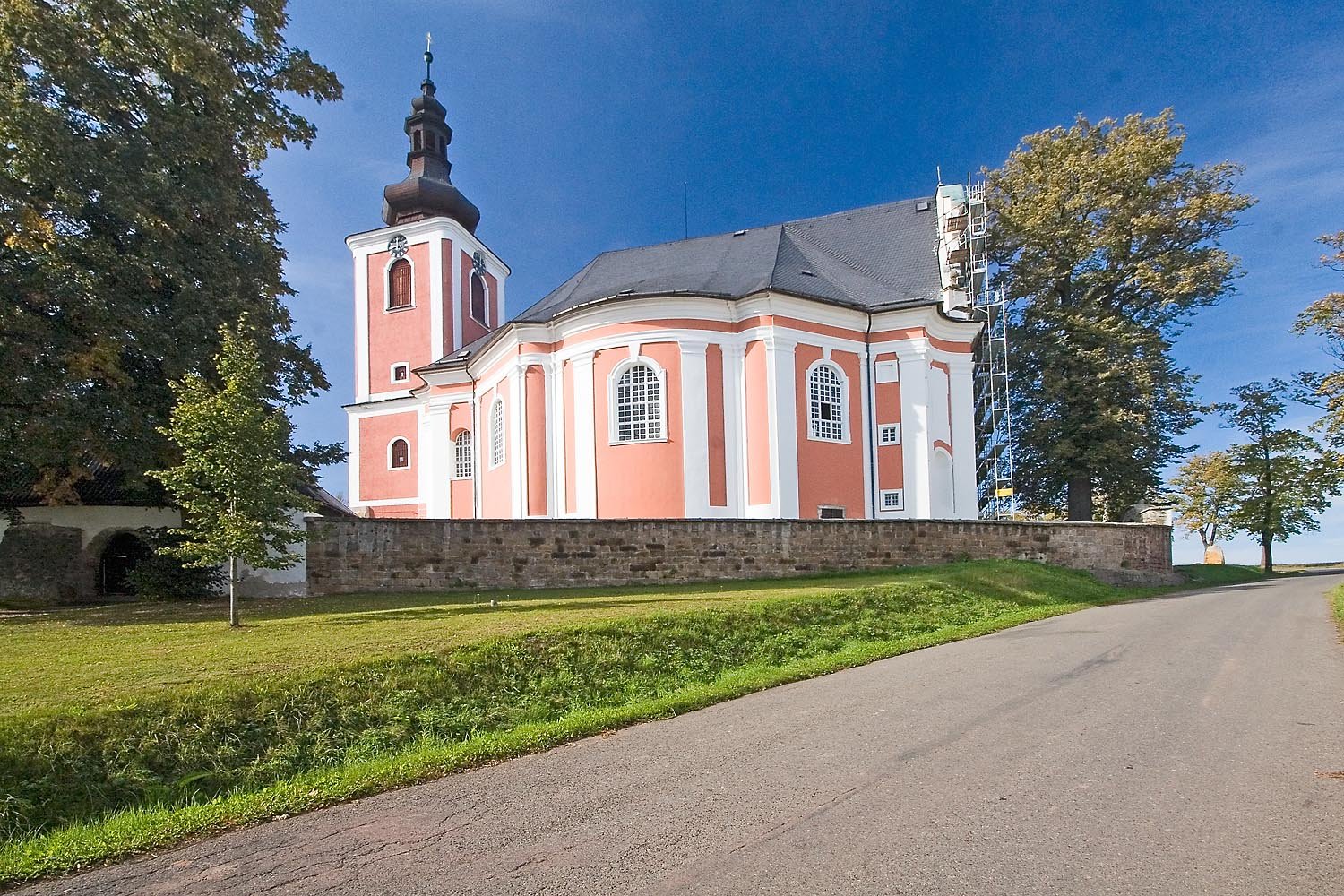
Kostel sv. Máří Magdaleny v Božanově

## Kostely tvořící broumovskou skupinu
- kostel svatého Jiří a svatého Martina (Martínkovice) – vystavěn v letech 1709–12 a 1716–17 podle projektu Martina Allia z Löwenthalu nebo jeho synovce Jana Baptisty Allia
- kostel sv. Michaela (Vernéřovice) – příprava stavby v letech 1709–12 a 1716–17, vlastní stavba proběhla v letech 1719–22 podle projektu Kryštofa Dientzenhofera
- kostel sv. Jakuba Většího (Ruprechtice) – vystavěn v letech 1720–23 podle projektu Kryštofa Dientzenhofera
- kostel Všech svatých (Heřmánkovice) – postaven v letech 1722–26 na půdorysu protáhlého osmiúhelníku podle projektu Kiliána Ignáce Dientzenhofera
- kostel sv. Barbory (Otovice) – vystavěn v letech 1725–27, stavěl Kilián Ignác Dientzenhofer, zřejmě podle staršího projektu Kryštofa Dientzenhofera
- kostel sv. Prokopa (Bezděkov nad Metují) – postaven v letech 1724-27 podle projektu Kiliána Ignáce Dientzenhofera
- kostel sv. Anny (Vižňov) – příprava stavby v letech 1719–20, vlastní stavba proběhla v letech 1724–28 podle projektu Kiliána Ignáce Dientzenhofera
- kostel sv. Markéty (Šonov) – postaven v letech 1726–29 podle projektu Kiliána Ignáce Dientzenhofera
- kostel svaté Máří Magdaleny (Božanov) – příprava stavby v letech 1733–35, vlastní stavba proběhla v letech 1735–1743 podle projektu Kiliána Ignáce Dientzenhofera
- kostel sv. Václava (Broumov) – dostavěn roku 1729
- do skupiny kostelů bývá řazena i poutní kaple Panny Marie Sněžné na Hvězdě, dokončená v roce 1733 podle projektu Kiliána Ignáce Dientzenhofera

## Snaha o zapsání na seznam památek UNESCO
V květnu roku 2016 se objevila iniciativa s cílem dosáhnout zapsání broumovské skupiny kostelů na seznam UNESCO. Snahu o zařazení podporuje europoslanec Tomáš Zdechovský, který se také dlouhodobě angažuje v úsilí za obnovu těchto kostelů a podporu vyjádřil tehdejší i hejtman Královéhradeckého kraje Lubomír Franc. Broumovská farnost plánuje v této věci kromě zpřístupnění kostelů i vybudování naučné stezky a obnovení poutní cesty.

## Festival Za poklady Broumovska a fotografická výstava TEMPUS FUGIT
- Za poklady Broumovska – festival klasické hudby, během nějž rozezní kostely vynikající interpreti z mnoha států a jehož výtěžek je věnován na jejich opravy.
- Fotografická výstava TEMPUS FUGIT - od roku 2013 navštívila přes 30 míst jako jsou Praga, Varšava, Mnichov, Brusel, Stockholm, Paříž, Ottawa, Chicago a New York. Její smyslem je získávání finančních prostředků a kontaktů. Autorem obrazů je bratislavský fotograf Dano Veselský s chotí Janou.

## Galerie

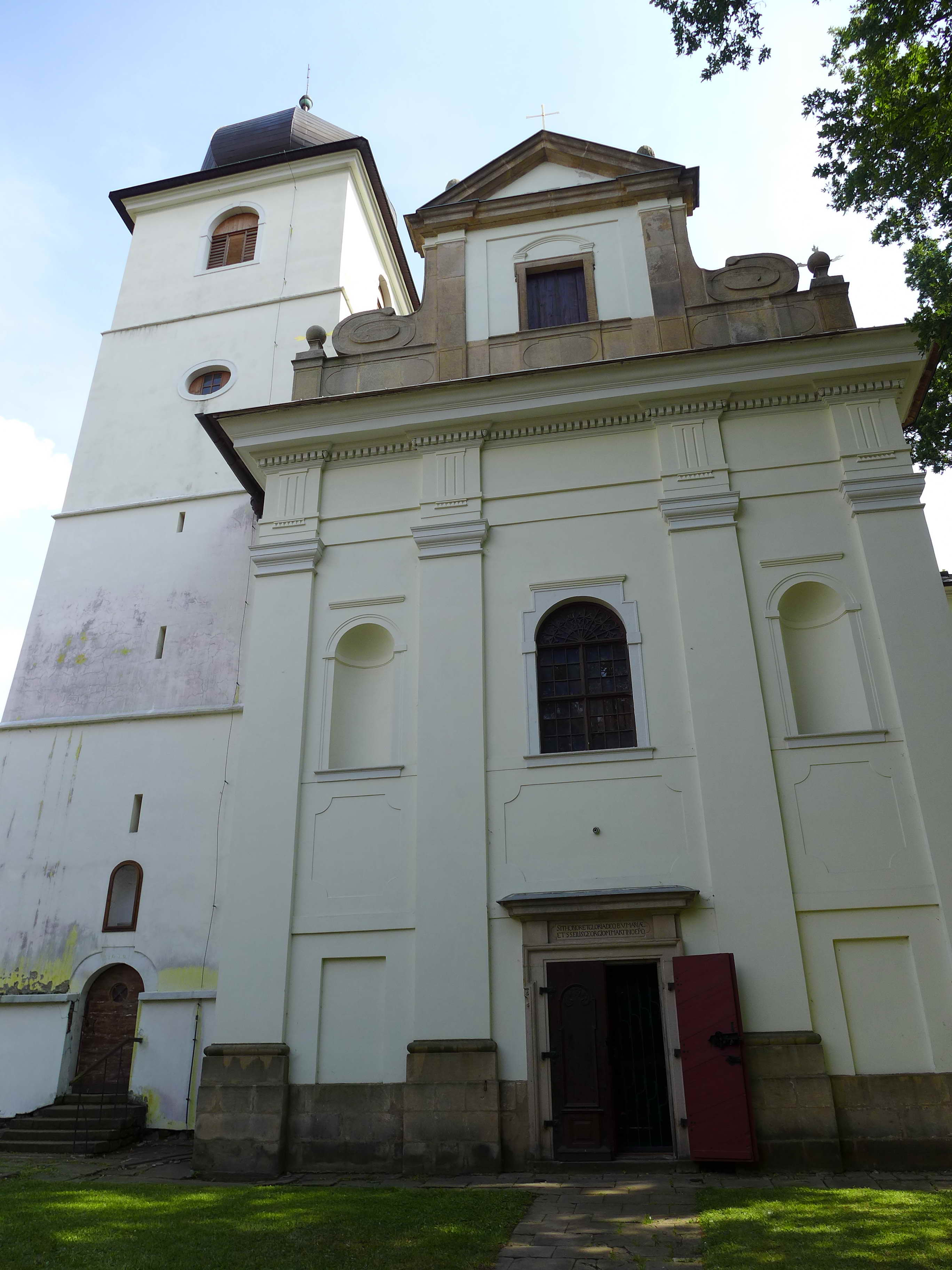
Kostel sv. Jiří a sv. Martina v Martínkovicích
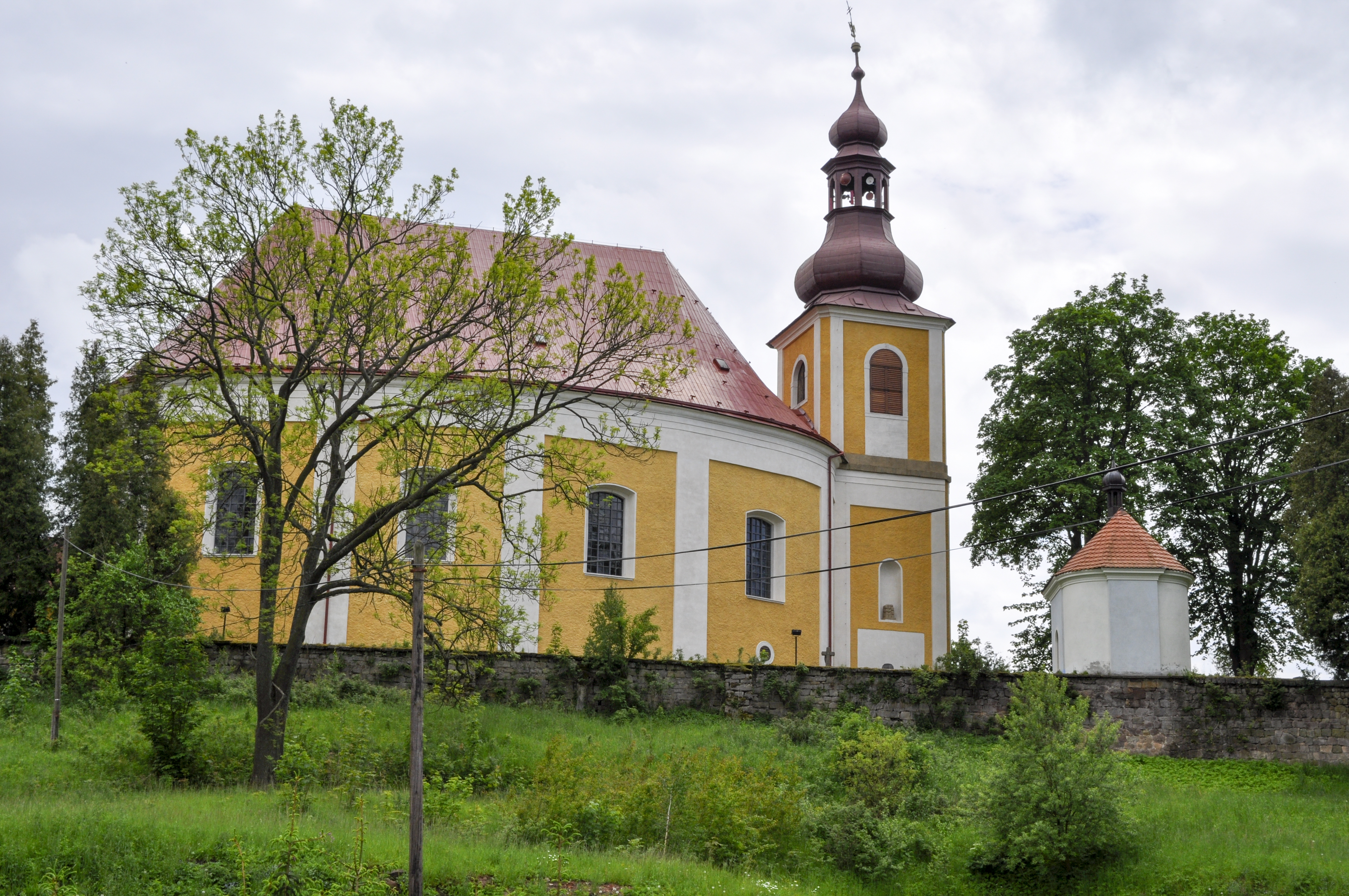
Kostel sv. Michaela ve Vernéřovicích
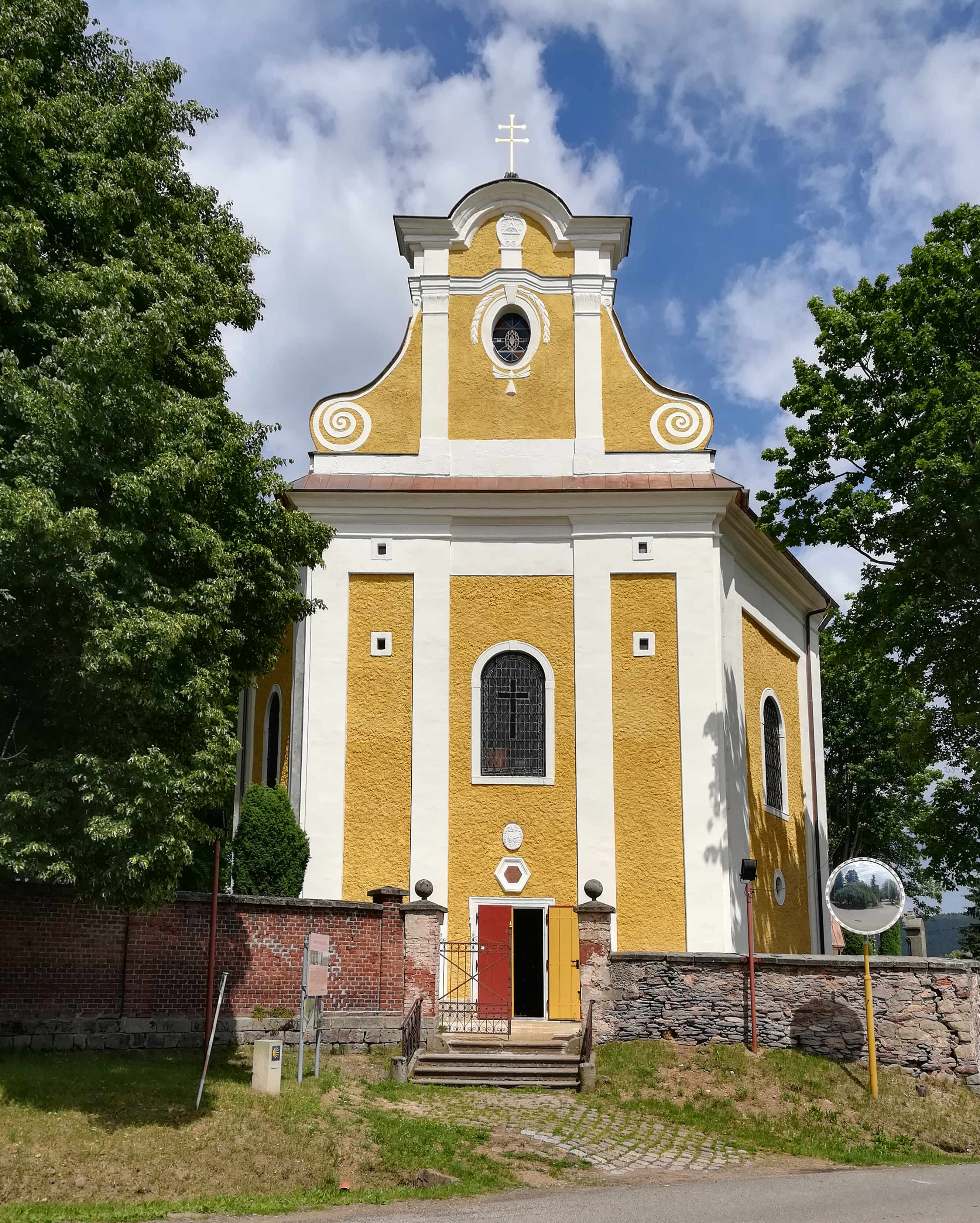
Kostel sv. Jakuba Většího v Ruprechticích
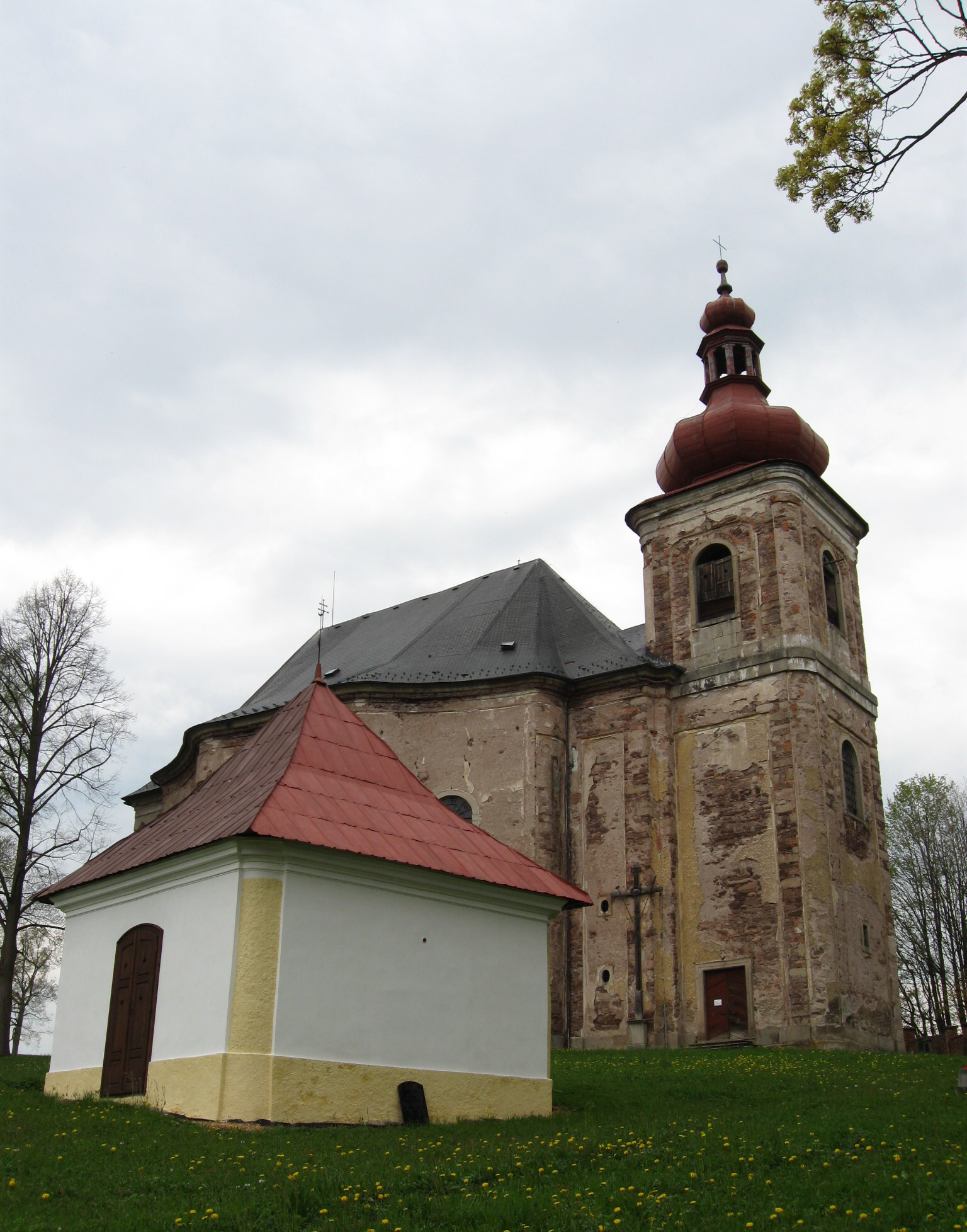
Kostel Všech svatých v Heřmánkovicích
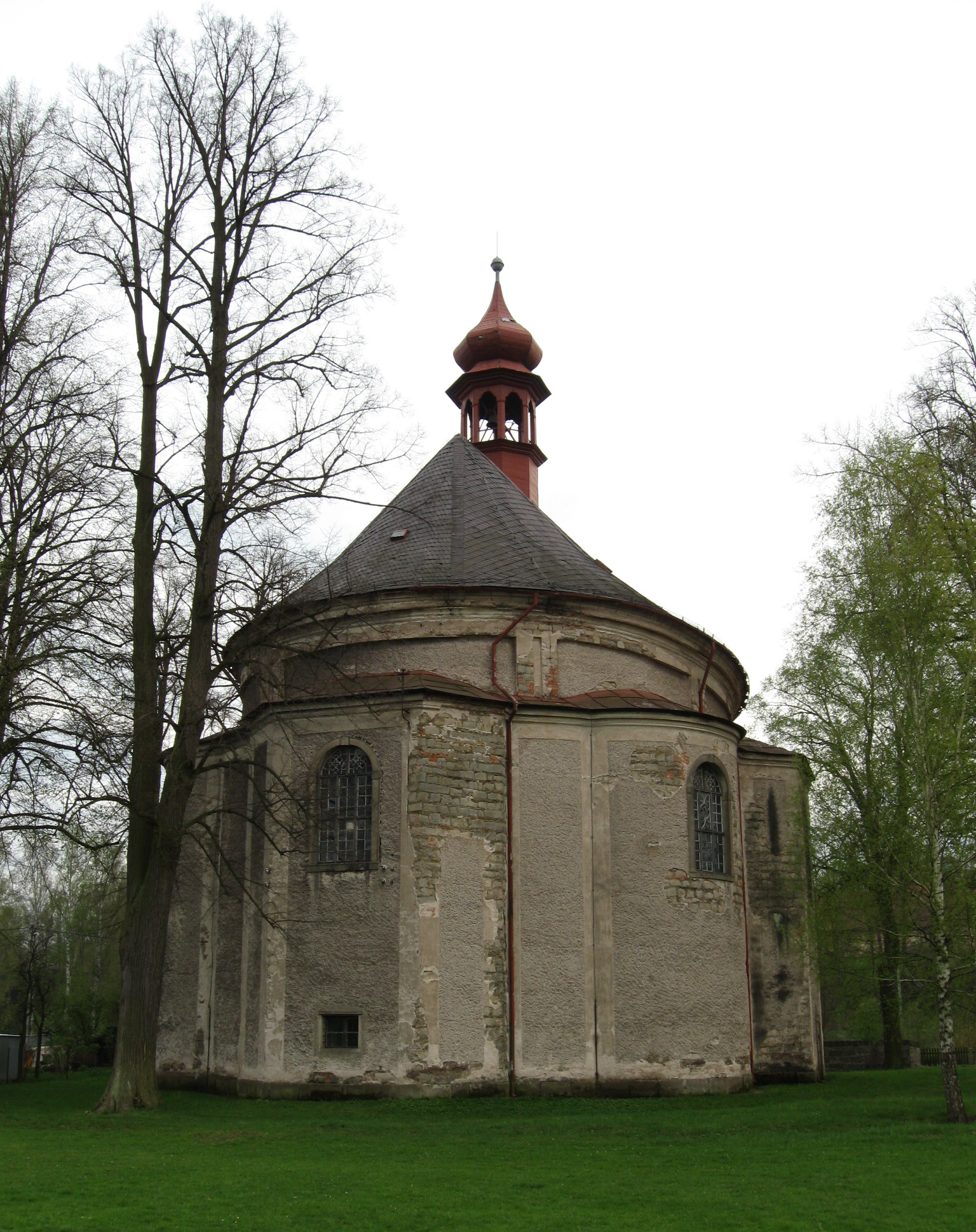
Kostel sv. Barbory v Otovicích
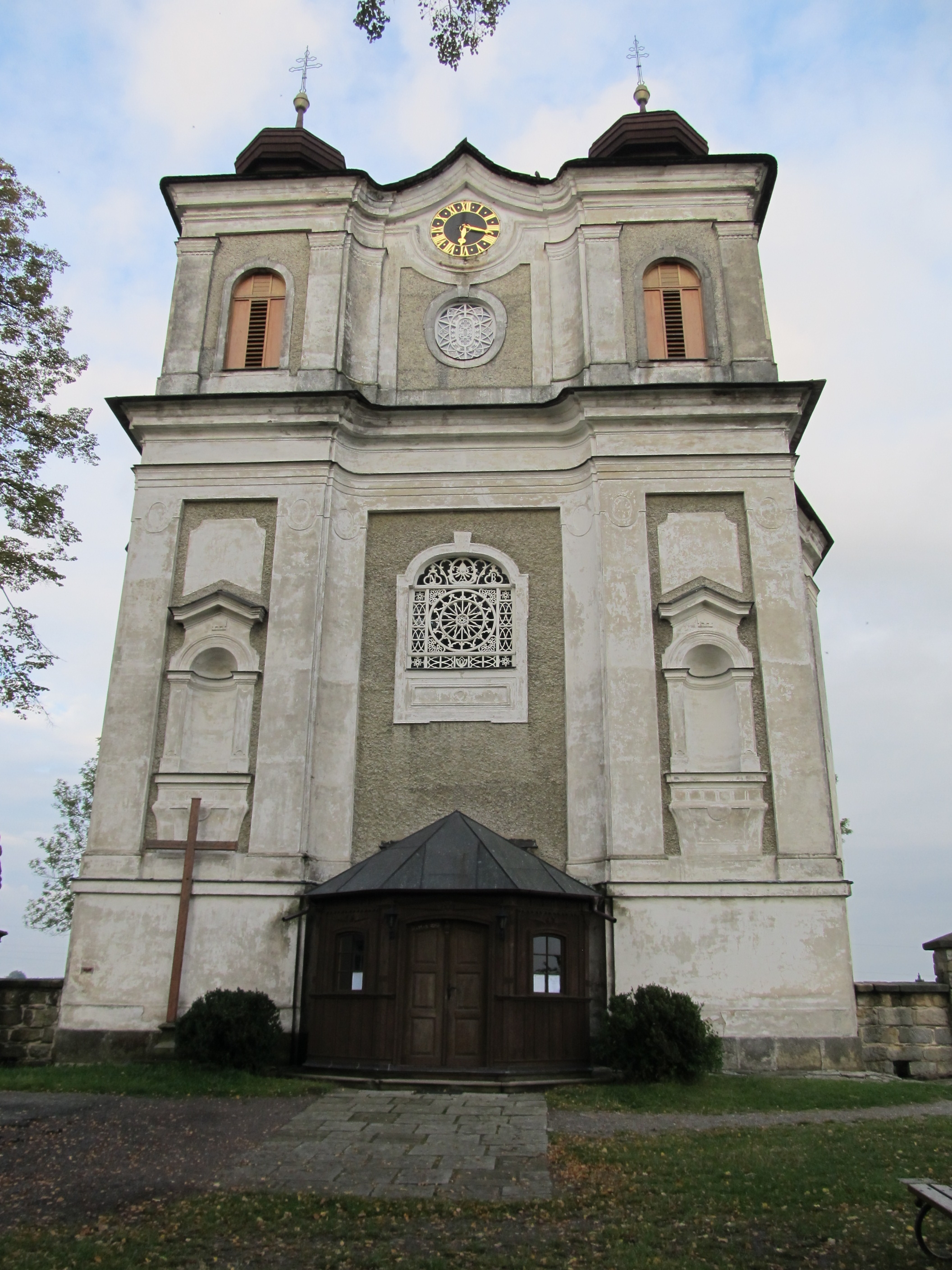
Kostel sv. Prokopa v Bezděkově
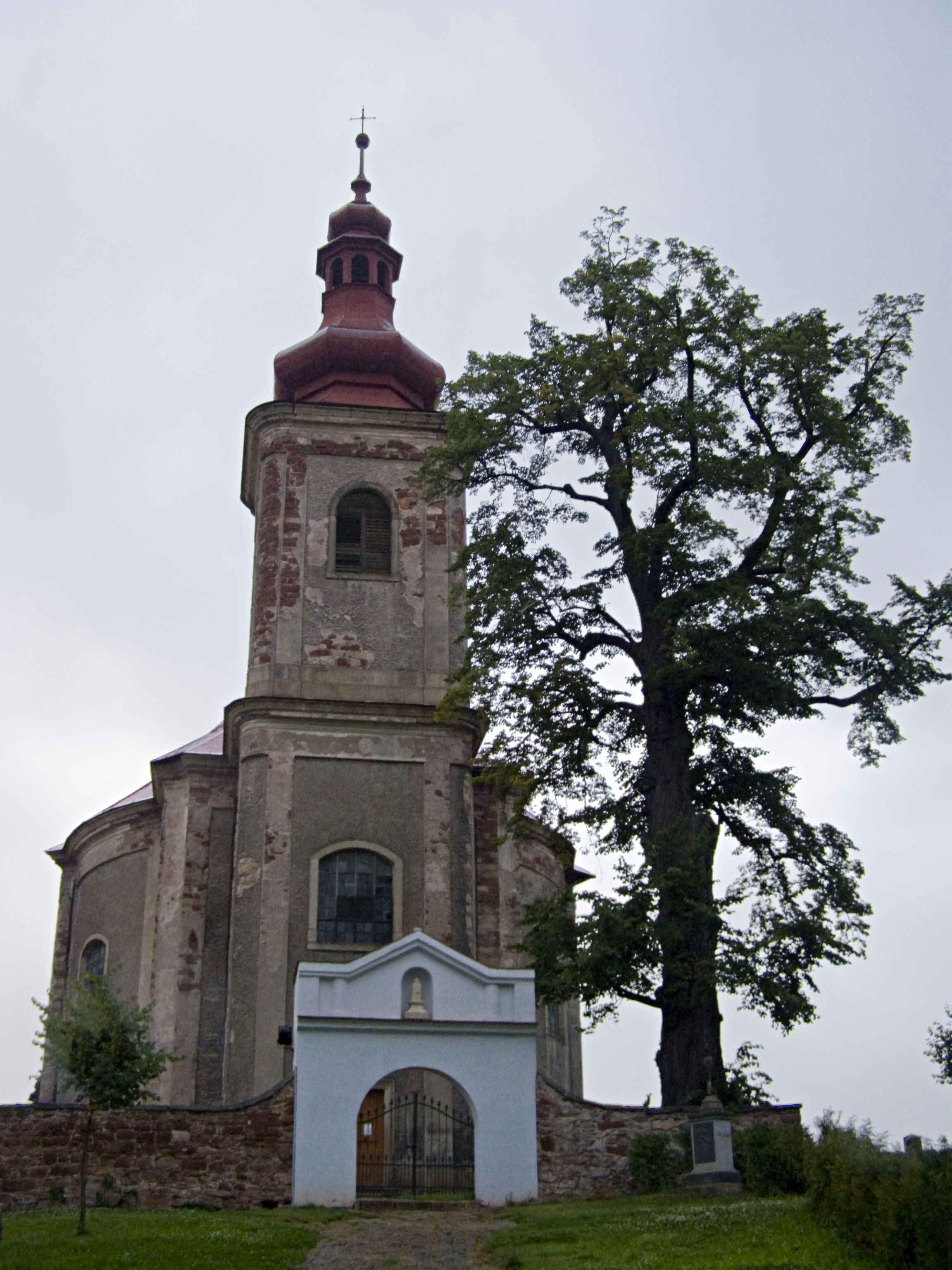
Kostel sv. Anny ve Vižňově
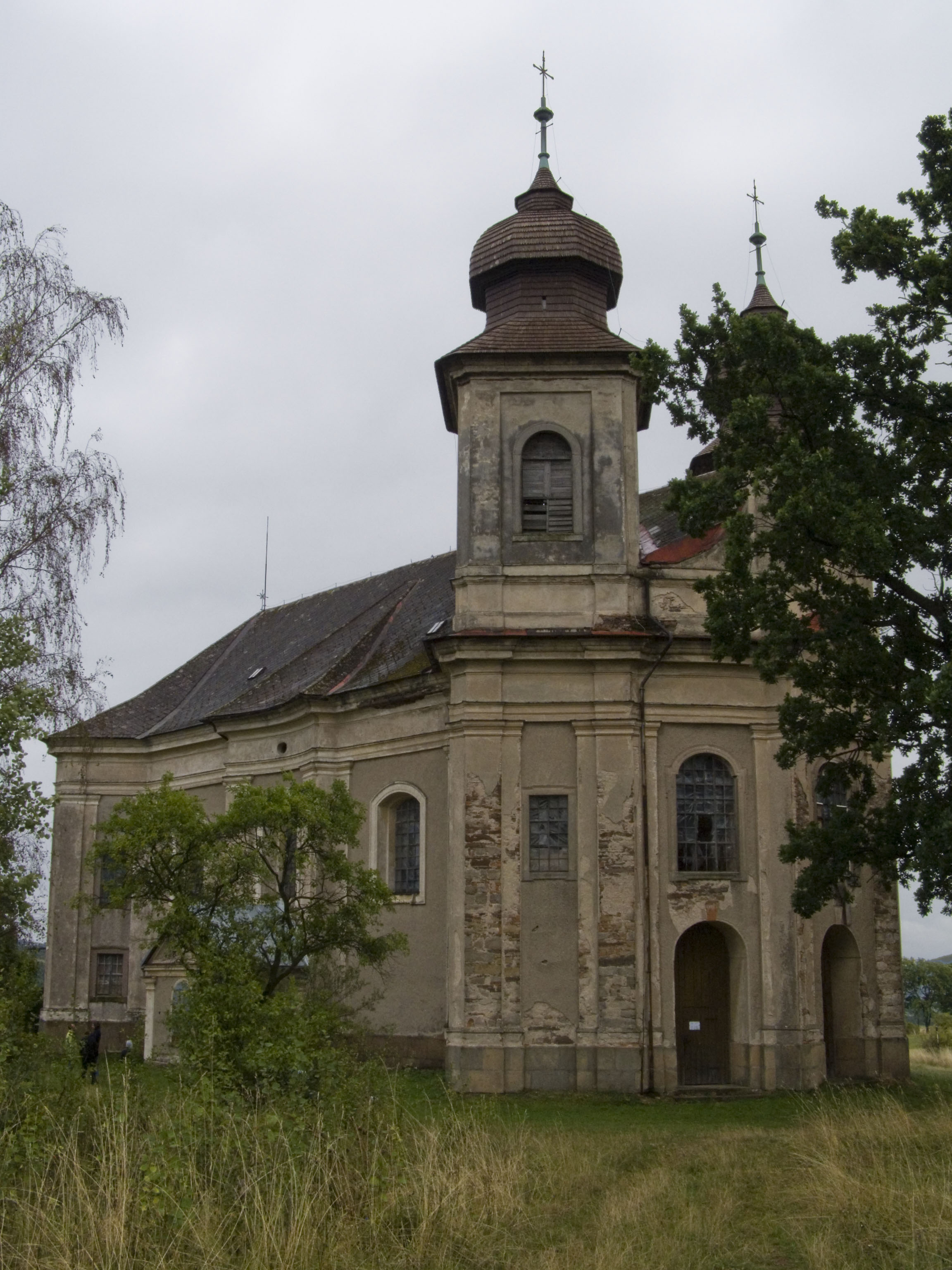
Kostel sv. Markéty v Šonově
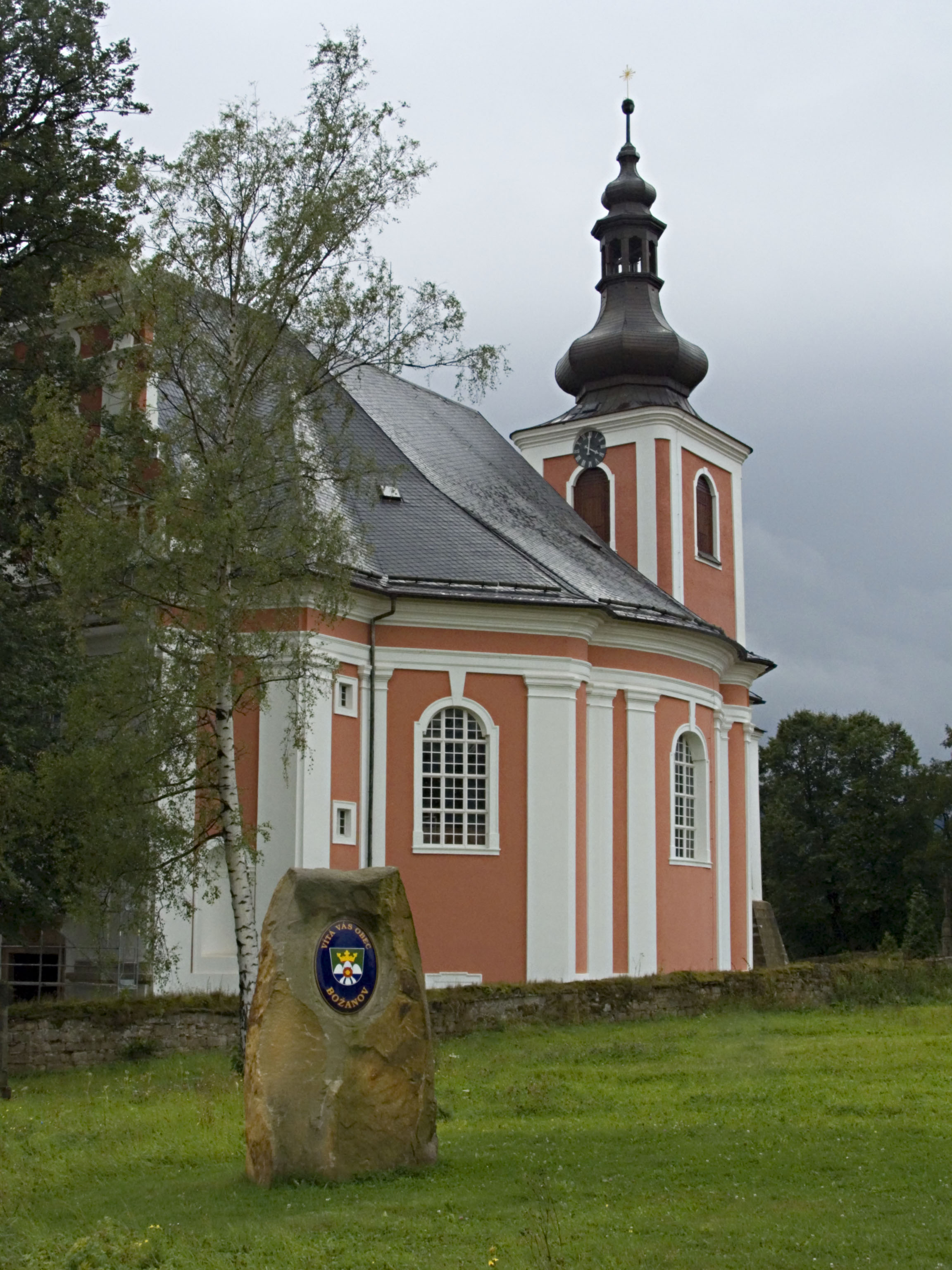
Kostel sv. Máří Magdaleny v Božanově
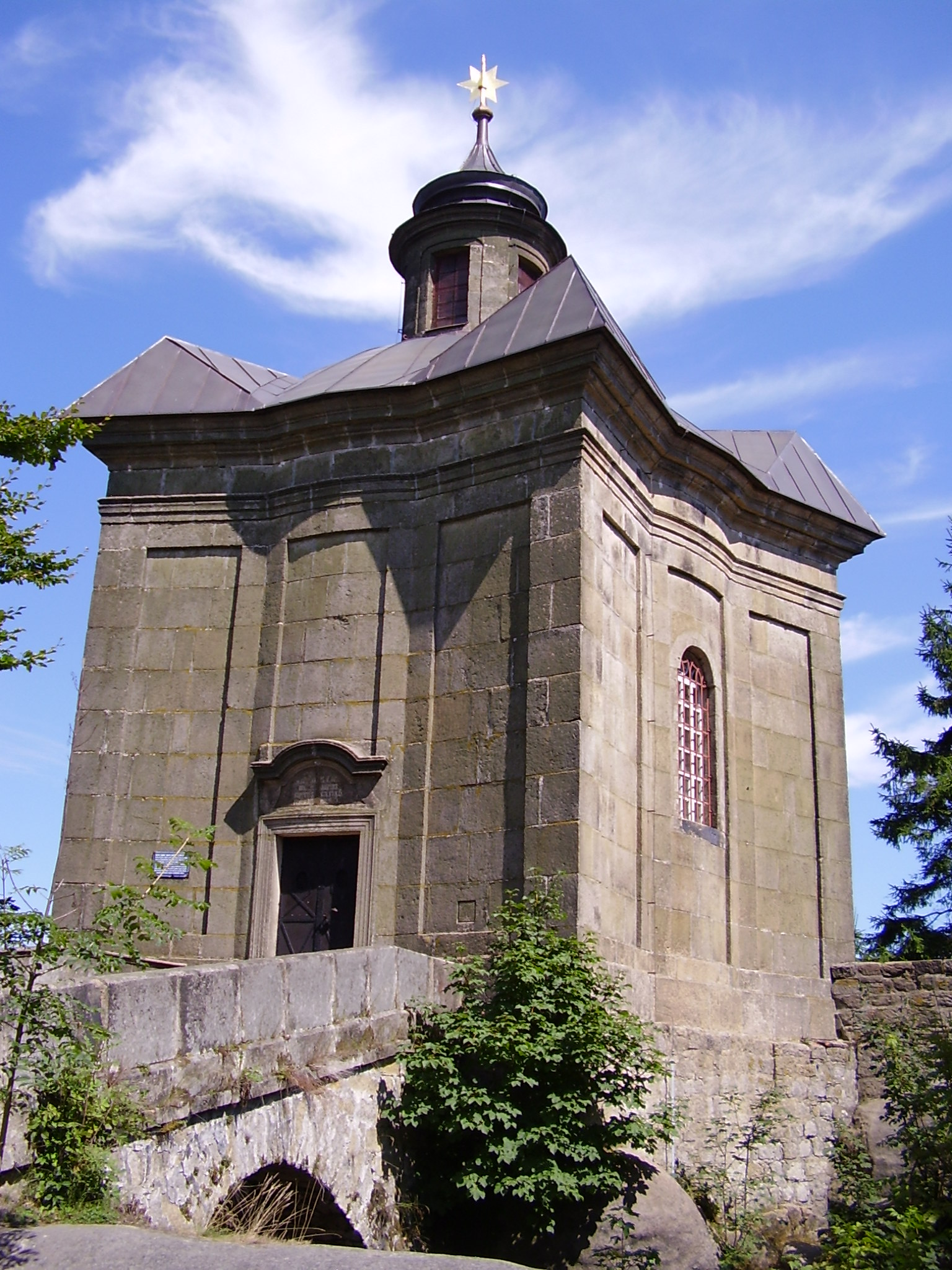
Kaple Panny Marie Sněžné na Hvězdě
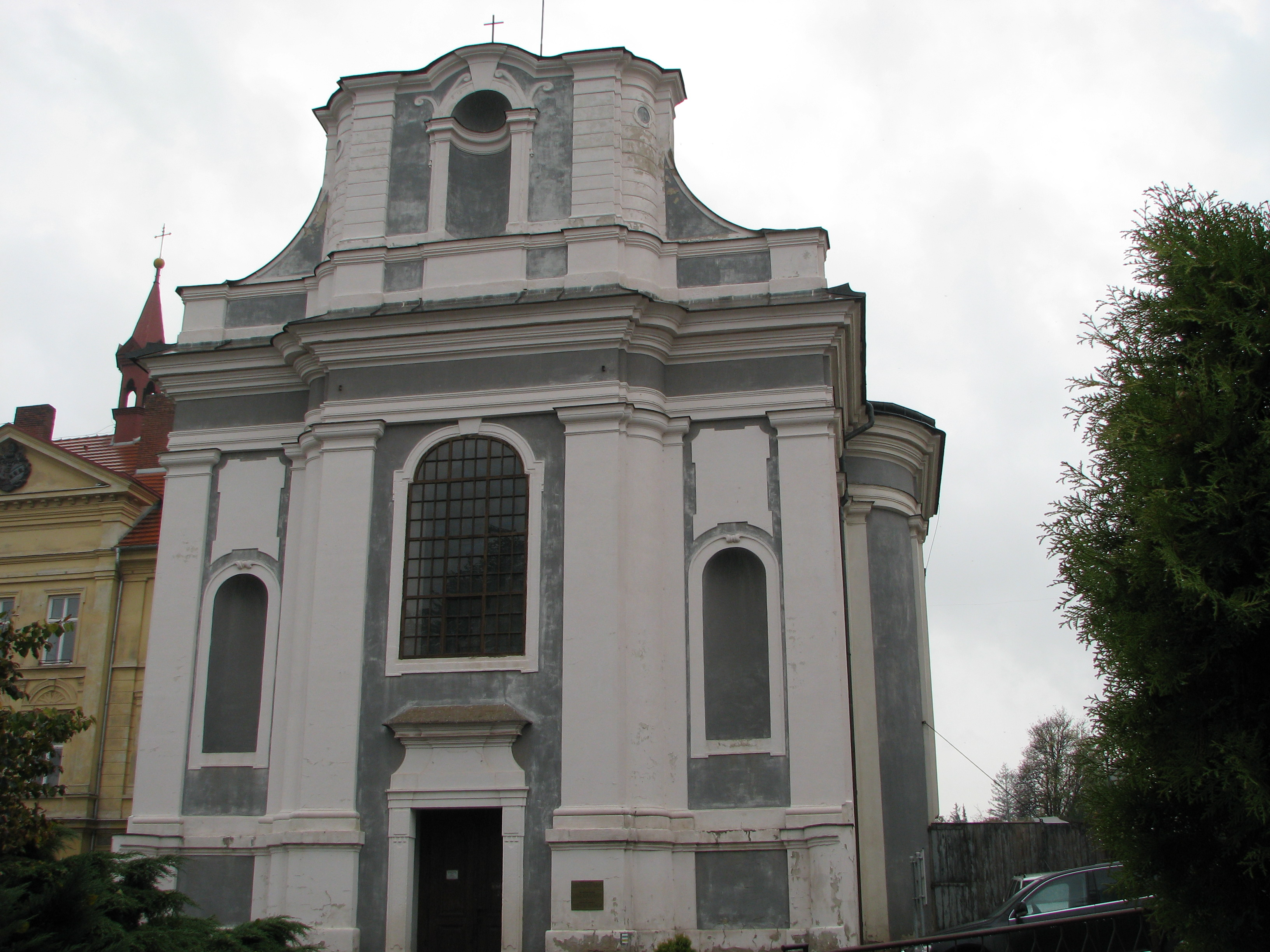
Kostel sv. Václava (Broumov)